# Zohar
El Zohar (en hebreu זהר ‘llum, resplendor’), escrit per Ximon bar Yohaï al segle ii, és, juntament amb el Séfer Yetsirà, el llibre central del corrent cabalístic.

## Contingut
Està comprès per exegesis (midraixim) bíbliques, organitzades segons la porció setmanal de lectura de la Torà (les paraixot). El Zohar està dividit en tres cossos centrals: el Zohar original, els Camins de la Torà (Sitré Torà) i el Comentari Desaparegut (ha-Midraix ha-Neelam).
El Zohar, o segon treball explicatiu de la Càbala, ha estat anomenat la «Bíblia» dels cabalistes. Fou escrit originalment en arameu per Ximon bar Yohaï, un amoraïta de la Mixnà —encara que hom creu que, en realitat, l'autor seria Moisès de Lleó (Moixè ben Xem Tov de Lleó). La porció principal adopta la forma d'un comentari sobre el Pentateuc d'acord amb la seva divisió més moderna en cinquanta-dues lliçons setmanals.
El seu títol, Zohar, (‘llum, resplendor’) prové de les paraules del Gènesi 1:3 («Que hi hagi llum») amb les quals comença. És un treball compilatori, per la qual cosa encara podrien ésser trobats alguns fragments provinents de tractats antics.
L'obra es divideix en diversos tractats i analitza els texts bíblics per extreure d'ells llur significat ocult. L'univers es reparteix entre els imperis de la llum i de les tenebres, cadascun d'ells compost per deu esferes.